# Siphoactia peregrina
Siphoactia peregrina är en tvåvingeart som beskrevs av Cortes och Campos 1971. Siphoactia peregrina ingår i släktet Siphoactia och familjen parasitflugor. Inga underarter finns listade i Catalogue of Life.